# Zobot
Zobot — компьютерный червь, использующий уязвимости операционных систем Microsoft Windows XP и Windows 2000. От данного червя особенно сильно пострадали американские компании ABC, CNN, The New York Times, согласно газете Business Week от 16 августа 2005 года. Ущерб компаниям составил порядка 98 000 $ и 80 часов на удаление вируса.

## Предыстория червя
Ровно за неделю до случившегося инцидента Microsoft выпустила заплатку для устранения уязвимости, на которую был ориентирован вирус. Однако, как обычно, не всегда обновления устанавливают системные администраторы вовремя. И в итоге за такую халатность и поплатились американские компании. Из-за атаки вируса телеканал CNN был вынужден приостановить трансляцию на два с половиной часа. 
Червь не причинял никакого вреда файлам, однако из-за его деятельности компьютер произвольно постоянно самоперезагружался. Именно из-за постоянных перезагрузок червь мешал нормальной работе фирм. Также данный червь, попадая в локальную сеть, искал уязвимость у компьютеров локальной сети и моментально их заражал.
Россию данный червь не затронул. Однако активность вируса была замечена в Германии, Новой Зеландии и в некоторых районах Азии.

## Арест создателя червя
25 Августа 2005 года по обвинению в создания червя был задержан восемнадцатилетний Фарид Эссебар, родившийся в России, и проживавший в Марокко. Кроме него, был ещё задержан Атилла Экиджи, который финансировал разработку вирусов и червей. 
Фарида Эссебара обвинили в создании более 20 вирусов класса Mytob. Однако после их ареста разработка данного вируса не прекратилась, что доказывало связь Эссебара с хакерской группой, называющая себя White hat (Белая шляпа).